# Hrib pri Kamniku
Hrib pri Kamniku este o localitate din comuna Kamnik, Slovenia, cu o populație de 64 de locuitori.